# Miss Mundo 2009
Miss Mundo 2009 fue la 59.ª edición del certamen Miss Mundo. Se llevó a cabo en el Centro de Convenciones Gallagher en Johannesburgo, Sudáfrica el 12 de diciembre, con subsedes en Londres (donde arribaron las concursantes el 7 de noviembre) y Dubái (llegaron a esta ciudad el 10 de noviembre para partir a Sudáfrica). Al final del evento, Ksenia Sukhinova, Miss Mundo 2008 de Rusia coronó a Kaiane Aldorino de Gibraltar como su sucesora. 
112 representantes de todos los continentes fueron seleccionadas para representar a sus países en Miss Mundo 2009.

## Resultados

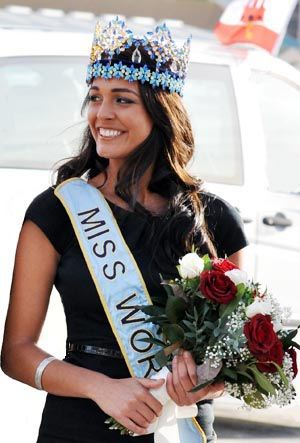
Miss Mundo 2009, Kaiane Aldorino, en el Aeropuerto de Gibraltar durante su regreso al país, 17 de diciembre de 2009.

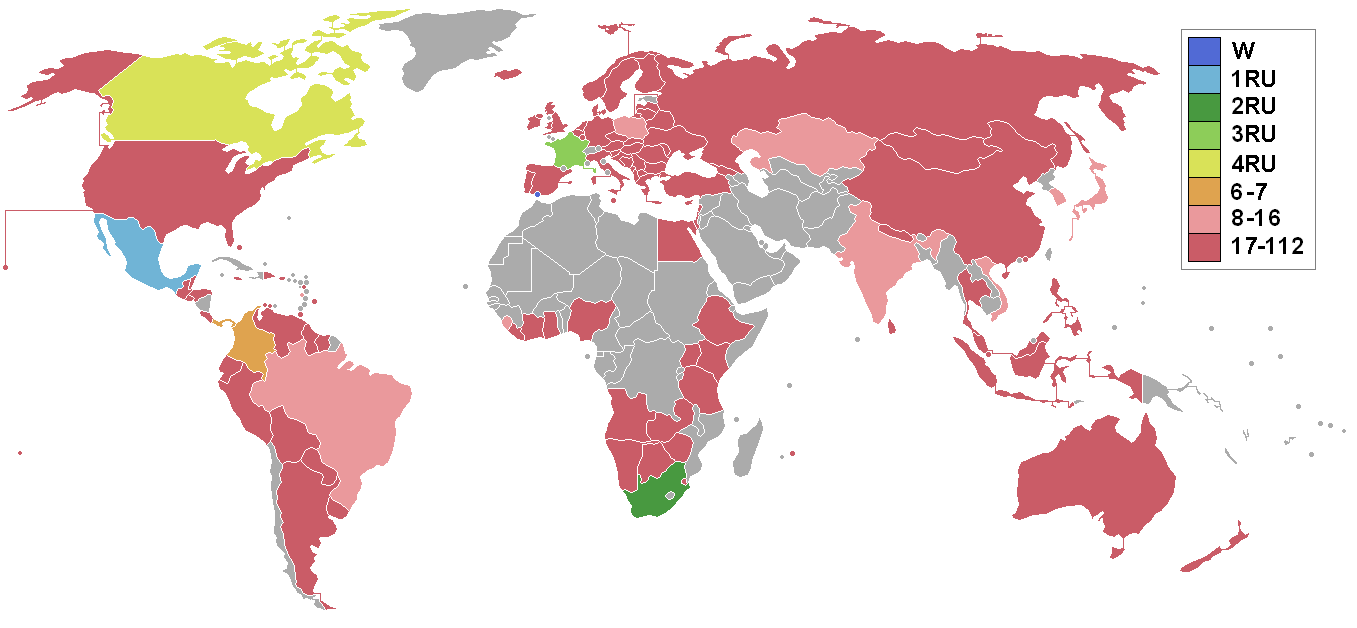
Resultados finales y países y territorios que enviaron delegadas.

| Resultados              | Concursantes |
| ----------------------- | --- |
| Miss Mundo 2009         | - Gibraltar - Kaiane Aldorino |
| 1.ª finalista           | - México - Perla Beltrán |
| 2.ª finalista           | - Sudáfrica - Tatum Keshwar |
| Finalistas (Top 7)      | - Canadá - Lena Ma - Colombia - Daniela Ramos - Francia - Chloé Mortaud - Panamá - Nadege Herrera |
| Semifinalistas (Top 16) | - Brasil - Luciana Bertolini - India - Pooja Chopra - Japón - Eruza Sasaki - Kazajistán - Dina Nuraliyeva - Corea - Kim Joo-ri - Martinica - Ingrid Littré - Polonia - Anna Jamróz - Sierra Leona - Mariatu Kargbo - Vietnam - Trần Thị Hương Giang |

## Candidatas
| Nación               | Representante                         | Edad | Estatura (cm) | Estatura (ft) | Residencia          |
| -------------------- | ------------------------------------- | ---- | ------------- | ------------- | ------------------- |
| Albania              | Eurela Hoxha                          | 24   | 172           | 5'8"          | Tirana              |
| Alemania             | Alessandra Vodjanikova Alores         | 25   | 170           | 5'7"          | Colonia             |
| Angola               | Gercinalda Cristina da Silva          | 21   | 175           | 5'8"          | Cabinda             |
| Argentina            | Evelyn Lucía Manchón Albalat          | 23   | 176           | 5'9.5"        | San Luis            |
| Aruba                | Nuraisa Carelys Lispiër               | 24   | 176           | 5'9.5"        | San Nicolaas        |
| Australia            | Sophie Chlarisse Lavers               | 24   | 176           | 5'8"          | Canberra            |
| Austria              | Anna Hammel Hoffnesberg               | 22   | 170           | 5'7"          | Linz                |
| Bahamas              | Joanna Rita Brown                     | 18   | 183           | 6'0"          | Grand Bahama        |
| Barbados             | Leah Marisse Marville                 | 23   | 173           | 5'8"          |                     |
| Belarús              | Lyubov Yakovina                       | 18   | 177           | 5'9.5"        | Minsk               |
| Bélgica              | Zeynep Sever                          | 20   | 176           | 5'9.5"        | Molenbeek           |
| Belice               | Norma Leticia Lara                    | 23   | 175           | 5'8"          | San Pedro           |
| Bolivia              | Flavia Fernanda Foianini Arzabe       | 20   | 176           | 5'9"          | Santa Cruz          |
| Bosnia y Herzegovina | Andrea Šarac Vojnikovič               | 18   | 176           | 5'9.5"        | Gacko               |
| Botswana             | Sumaiyah Pandor Marope                | 23   | 175           | 5'8"          | Gaborone            |
| Brasil               | Luciana Sílvia de Souza Reis          | 24   | 176           | 5'9.5"        | Belo Horizonte      |
| Bulgaria             | Antonia Petrova                       | 25   | 180           | 5'11"         | Pernik              |
| Canadá               | Lena Yànbīng Ma                       | 22   | 179           | 5'10.5"       | North York          |
| China                | Yu Sheng Fei                          | 22   | 174           | 5'8"          | Anhui               |
| Chipre               | Christalla Tsiali                     | 19   | 169           | 5'6.5"        | Lárnaca             |
| Colombia             | Daniela María Ramos Lalinde           | 21   | 175           | 5'9"          | Bogotá              |
| Corea                | Kim Joo-ri                            | 21   | 172           | 5'7"          | Seúl                |
| Costa de Marfil      | Rosine Vecky Gnago                    | 21   | 170           | 5'7"          | Yamusukro           |
| Costa Rica           | Angie Catalina Alfaro Loria           | 18   | 174           | 5'8"          | Alajuela            |
| Croacia              | Ivana Vasilj                          | 21   | 180           | 5'11"         | Colonia             |
| Curazao              | Chantalle Ivanna Thomassen            | 24   | 180           | 5'11"         | Willemstad          |
| Dinamarca            | Nadia Ulbjerg Pedersen                | 25   | 174           | 5'8.5"        | Copenhague          |
| Ecuador              | María Gabriela Ulloa Quiñones         | 22   | 180           | 5'11"         | Esmeraldas          |
| Egipto               | Yara Naoum                            | 21   | 176           | 5'9.5"        | El Cairo            |
| El Salvador          | Elena Isabella Tedesco Bardi          | 18   | 165           | 5'5.5"        | San Salvador        |
| Escocia              | Katharine Brown                       | 22   | 180           | 5'11"         | Dunblane            |
| Eslovaquia           | Barbora Franeková                     | 20   | 178           | 5'10"         | Žilina              |
| Eslovenia            | Tina Petelin Vladiş                   | 23   | 179           | 5'10.5"       | Maribor             |
| España               | Carmen Laura García Fernández         | 22   | 180           | 5'11"         | Pinos Puente        |
| Estados Unidos       | Brittany Mason                        | 22   | 178           | 5'10.5"       | Anderson            |
| Etiopía              | Lula Gezu Weldegebriel                | 22   | 175           | 5'9"          | Adís Abeba          |
| Filipinas            | Marie-Ann Umali                       | 22   | 173           | 5'8"          | Batangas            |
| Finlandia            | Sanna Kankaanpää                      | 23   | 173           | 5'8"          | Turku               |
| Francia              | Chloé Mortaud                         | 20   | 180           | 5'11"         | Bénac               |
| Gales                | Lucy Whitehouse                       | 22   | 168           | 5'6"          | Barry               |
| Georgia              | Tsira Suknidze                        | 19   | 182           | 5'11.5"       | Chiatura            |
| Ghana                | Mawuse Appea                          | 22   | 180           | 5'11"         | Legon               |
| Gibraltar            | Kaiane Aldorino                       | 23   | 174           | 5'9.5"        | Gibraltar           |
| Grecia               | Alkisti Anyfanti                      | 23   | 176           | 5'9.5"        | Atenas              |
| Guadalupe            | Béatrice Blaise                       | 20   | 180           | 5'11"         | Basse-Terre         |
| Guatemala            | Alida María Boer Reyes                | 24   | 180           | 5'5"          | Ciudad de Guatemala |
| Guyana               | Kaierouann Imarah Shaade Kensha Radix | 24   | -             | -             | Georgetown          |
| Honduras             | Blaise Allys Masey Alvarado           | 20   | 170           | 5'7"          | San Pedro Sula      |
| Hong Kong            | Sandy Lau Sin Ting                    | 23   | 160           | 5'3.5"        | Hong Kong           |
| Hungría              | Orsolya Serdült                       | 22   | 175           | 5'9"          | Budapest            |
| India                | Pooja Chopra                          | 24   | 173           | 5'8"          | Pune                |
| Indonesia            | Karenina Sunny Halim                  | 23   | 167           | 5'6"          | Yakarta             |
| Inglaterra           | Rachel Sophia Adina Christie          | 21   | 178           | 5'10"         | Londres             |
| Irlanda              | Laura Patterson                       | 19   | 173           | 5'8"          | Derry               |
| Irlanda del Norte    | Cherie Louise Gardiner                | 18   | 182           | 5'11.5"       | Bangor              |
| Islandia             | Guðrún Dögg Rúnarsdóttir              | 18   | 182           | 5'11.5"       | Akranes             |
| Israel               | Adi Rodnitzky                         | 20   | 170           | 5'7.5"        | Tel Aviv            |
| Italia               | Alice Taticchi                        | 19   | 184           | 6'0.5"        | Perugia             |
| Jamaica              | Kerrie Baylis                         | 21   | 179           | 5'10.5"       | Surrey              |
| Japón                | Eruza Sasaki                          | 21   | 174           | 5'8.5"        | Tottori             |
| Kazajistán           | Dina Nuraliyeva                       | 24   | 172           | 5'8"          | Almaty              |
| Kenia                | Fiona Konchella                       | 20   | 172           | 5'8"          | Nairobi             |
| Letonia              | Ieva Lase                             | 21   | 178           | 5'10"         | Riga                |
| Líbano               | Martine Tlete Andraos                 | 19   | 175           | 5'9"          | Beirut              |
| Liberia              | Shu-rina Rosie Wiah                   | 21   | 175           | 5'9"          | Monrovia            |
| Lituania             | Vaida Petraškaitė                     | 23   | 170           | 5'7"          | Kaunas              |
| Luxemburgo           | Diana Nilles                          | 21   | 183           | 5'10.5"       | Walferdange         |
| Macedonia            | Suzana Al-Salkini                     | 25   | 176           | 5'9.5"        | Skopie              |
| Malasia              | Thanuja Ananthan                      | 23   | 180           | 5'11"         | -                   |
| Malta                | Shanel Debattista                     | 23   | 171           | 5'7"          | Pieta               |
| Martinica            | Ingrid Littré                         | 21   | 178           | 5'10"         | Fort-de-France      |
| Mauricio             | Anaïs Veerapatren                     | 23   | 178           | 6'0"          | Curepipe            |
| México               | Perla Judith Beltrán Acosta           | 23   | 178           | 5'10"         | Culiacán            |
| Moldavia             | Maria Bragaru                         | 18   | 178           | 5'10"         | Chisináu            |
| Mongolia             | Battsetseg Batbaatar                  | 24   | 177           | 5'10"         | Ulán Bator          |
| Montenegro           | Marijana Pokrajac                     | 22   | 179           | 5'10.5"       | Podgorica           |
| Namibia              | Happie Ntelamo                        | 21   | 185           | 6'1"          | Katima Mulilo       |
| Nepal                | Zenisha Moktan                        | 20   | 168           | 5'6"          | Katmandú            |
| Nigeria              | Glory Umunna Chukwu                   | 24   | 178           | 6'0.5"        | Lafia               |
| Noruega              | Sara Skjoldnes                        | 18   | 170           | 5'7"          | Skien               |
| Nueva Zelanda        | Magdalena Elizabeth Schoeman          | 19   | 172           | 5'8"          | Christchurch        |
| Países Bajos         | Avalon-Chanel Weyzig                  | 19   | 175           | 5'9"          | Zwolle              |
| Panamá               | Nadege Elena Herrera Vásquez          | 22   | 182           | 5'11.5"       | Panamá              |
| Paraguay             | Tamara Sosa Zapattini                 | 20   | 182           | 5'11.5"       | Asunción            |
| Perú                 | Claudia María Carrasco Sarrio         | 21   | 174           | 5'8.5"        | Cuzco               |
| Polinesia Francesa   | Nanihi Bambridge                      | 19   | 171           | 5'7.5"        | Papeete             |
| Polonia              | Anna Jamróz                           | 22   | 179           | 5'10.5"       | Rumia               |
| Portugal             | Marta Ferreira Cadilha                | 23   | 178           | 5'10"         | Lisboa              |
| Puerto Rico          | Jennifer Colón Alvarado               | 21   | 173           | 5'8"          | Bayamón             |
| República Checa      | Aneta Vignerová                       | 21   | 180           | 5'11"         | Havirov             |
| República Dominicana | Ana Rita Contreras Sosa               | 25   | 169           | 5'6.5"        | Bayaguana           |
| Rumania              | Loredana Violeta Salanta              | 18   | 178           | 5'10"         | Bistrita            |
| Rusia                | Ksenia Shipilova                      | 18   | 175           | 5'8.5"        | Ivánovo             |
| Serbia               | Jelena Marković                       | 21   | 175           | 5'9"          | Užice               |
| Sierra Leona         | Mariatu Kargbo                        | 24   | 173           | 5'8"          | Freetown            |
| Singapur             | Pilar Carmelita Anastasia Arlando     | 20   | 169           | 5'6.5"        | Singapur            |
| Sri Lanka            | Gamya Wijayadasa                      | 22   | 165           | 5'5"          | Malabe              |
| Sudáfrica            | Tatum Lucy Keshwar                    | 25   | 181           | 5'11.5"       | Durban              |
| Surinam              | Zoureena Saviera Nazrul Rijger        | 18   | 175           | 5'9"          | Paramaribo          |
| Suecia               | Erica Harrison                        | 19   | 171           | 5'7"          | Estocolmo           |
| Suazilandia          | Nompilo Pearl Mncina                  | 23   | 178           | 5'10"         | Mbabane             |
| Tanzania             | Miriam Gerald                         | 21   | 172           | 5'8"          | Mwanza              |
| Trinidad y Tobago    | Ashanna Arthur                        | 21   | 173           | 5'8"          | Glencoe             |
| Turquía              | Ebru Şam                              | 19   | 175           | 5'9"          | Alemania            |
| Ucrania              | Evgeniya Tulchevskaya                 | 19   | 178           | 5'10"         | Dnipropetrovsk      |
| Uganda               | Maria Namiiro                         | 21   | 172           | 5'8"          | Londres             |
| Uruguay              | Claudia Rossina Vanrell               | 21   | 176           | 5'9.5"        | Montevideo          |
| Venezuela            | María Milagros Véliz Pinto            | 23   | 178           | 5'10"         | Guacara             |
| Vietnam              | Trần Thị Hương Giang                  | 22   | 178           | 5'10"         | Hai Duong           |
| Zambia               | Sekwila Faith Mumba                   | 23   | 174           | 5'8.5"        | Kabwe               |
| Zimbabwe             | Vanessa Gayle Sibandaa                | 21   | 177           | 5'10"         | Harare              |

## Países retirados
- Antigua y Barbuda
- Islas Caimán
- Chile
- Taiwán
- República Democrática del Congo
- Santa Lucía
- Seychelles
- San Cristóbal y Nieves

## Curiosidades
- Gibraltar pasó por primera vez a semifinales y terminó ganando el título.
- México por sexta ocasión consecutiva clasificó a las semifinales y consiguió entrar al top 3 durante el quinquenio 2004-2009.
- Sudáfrica consigue clasificarse por segunda ocasión al top 5. En 2008 con Tansey Coetzee y un 2009 con Tatum Keshwar, quien ocupó el 3.er lugar.
- Kazajistán clasifica por segunda ocasión a semifinales.
- India clasifica por segunda ocasión a semifinales.
- Angola termina su racha de clasificaciones seguidas que mantenía desde 2006 llegando a las finales. De igual manera Puerto Rico desde 2005 y Venezuela en 2006.
- Nadege Herrera (Panamá) logra para su país  la posición de 3.ª finalista, siendo esta la más alta posición alcanzada por Panamá en este concurso.

| Predecesor: Miss Mundo 2008 | Miss Mundo 2009 | Sucesor: Miss Mundo 2010 |